# Puffinosis-Coronavirus
Das Puffinosis-Coronavirus oder Puffinosis-Virus (englisch auch Puffinosis virus, Abkürzung: PV) ist ein Virus der Spezies Betacoronavirus muris (Murines Coronavirus), der ehemaligen Typusart der Virengattung Betacoronavirus, das erstmals 1982 aus Mäusen isoliert wurde, denen man Gewebe aus erkrankten Atlantiksturmtauchern (Puffinus puffinus) injiziert hatte.
Diese besondere Erkrankung kommt als epizootische Infektion bei schlüpfenden und jungen Atlantiksturmtauchern vor.
Die Puffinose ist auf die walisische Insel Skomer beschränkt und tritt dort jedes Jahr von August bis September auf. Erkrankte Tiere zeigen Bläschen an den Schwimmhäuten, eine Konjunktivitis und eine spastische Parese der unteren Extremitäten.
Da das Puffinosis-Virus ein Hämagglutinin-Esterase-Protein (HE-Protein, englisch hemagglutinin esterase) in seiner Virushülle besitzt, wurde es der Gruppe 2 (HCoV-OC43-ähnliche Viren) innerhalb der Gattung Betacoronavirus zugeordnet.
Die Unterart bildete bis ca. 2008 / 2009 eine eigene Virusart, die dann zusammen mit dem Maus-Hepatitis-Virus und dem Ratten-Coronavirus zur Spezies Murines Coronavirus zusammengefasst wurde.